# Kataxu
Kataxu – polska grupa muzyczna wykonująca black metal. Powstała w 1994 roku w Warszawie. W 2011 roku Kataxu znalazła się na liście Anti-Defamation League wymieniającej zespoły wykonujące „muzykę nienawiści”.

## Dyskografia
- North (1995, demo, Dagon Records)
- Split Demo '97 (1997, split z Thunderbolt, Eastclan Records)
- Roots Thunder (2000, Slava Records)
- Thunderbolt / Kataxu (2001, split z Thunderbolt, Ancestral Research Records)
- Hail Pagan Europe (2001, split z Ohtar, Gontyna Kry, Saltus i Selbstmord, Strong Survive Records)
- Hunger of Elements (2005, Supernal Music)
- Kataxu / Necator (2008, split z Necator, Eastside Records)